# Centre pénitentiaire de Bois-d'Arcy
Le centre pénitentiaire de Bois-d'Arcy est un établissement pénitentiaire français situé à Bois-d'Arcy, dans le département des Yvelines, mis en service en 1980. Il comprend une maison d'arrêt accueillant des prévenus et des condamnés à de courtes peines ainsi qu'un quartier de semi-liberté.

## Histoire
Initialement prévu pour être un centre de détention, l'établissement ouvre en 1980 comme maison d'arrêt. Il héberge au premier étage du petit quartier une unité pour mineurs, qui est fermée en 2008. La construction puis l'ouverture en 2016 d'un quartier de semi-liberté dans son enceinte le transforme en centre pénitentiaire.
En septembre 2022, la Contrôleuse générale des lieux de privation de liberté, Dominique Simonnot, y constate des « conditions de détention indignes », notamment un taux d’occupation de 165 % et une « désorganisation générale de la détention », qui ne permettaient « de garantir ni la sécurité des personnes écrouées ni celle des personnes qui travaillent au centre pénitentiaire ». Dans ses recommandations en urgence publiées le 16 décembre au Journal officiel, elle recommande ainsi d’y « suspendre les incarcérations ».

## Fonctionnement de l'établissement
Il permet, pour les prévenus et détenus condamnés à de courtes peines, l'incarcération dans le département de leurs domiciles usuels en lieu et place des maisons d'arrêt plus éloignées de Nanterre ou de la Santé à Paris. Il est situé au no 5 bis de la rue Alexandre-Turpault au nord du territoire de la commune, enclavée dans la forêt domaniale de Bois-d'Arcy.
Une maison d'arrêt reçoit d'une part les détenus en attente de jugement et d'autre part les détenus condamnés dont le reliquat de peine n'excède pas une année lors de leur condamnation définitive. Toutefois, deux exceptions existent ; si une procédure d'appel est en cours ou si le détenu est encore en cours de jugement pour une autre affaire.
La maison d'arrêt de Bois-d'Arcy compte 520 places mais abritait 970 détenus lors de la visite de Yaël Braun-Pivet, présidente de la commission des Lois de l’Assemblée nationale lors de sa visite le 6 novembre 2017.
Au 1er janvier 2020, le quartier maison d'arrêt héberge 929 détenus pour 503 places, et le quartier de semi-liberté 47 détenus pour 61 places. L'établissement accueille uniquement des hommes.

## Régime carcéral
Le régime carcéral en maison d'arrêt se distingue de celui des autres prisons car il doit être compatible avec le statut contraignant des prévenus, notamment la restriction et la surveillance de la communication avec l'extérieur. Cette communication est restreinte car le prévenu ne doit pas pouvoir faire pression sur un témoin par exemple. Ces restrictions s'appliquent généralement aux prévenus comme aux détenus condamnés pour des raisons pratiques. L'usage du téléphone portable et d'Internet est par conséquent interdit dans les maisons d'arrêt. Toutefois, depuis l'adoption des nouvelles règles pénitentiaires européennes en 2006, tous les détenus ont accès à une cabine téléphonique et, depuis peu, disposent d'un téléphone fixe directement en cellule.

## Événements notables
En octobre 1992, trois détenus, dont Michel Lepage, dit « le gros », un caïd du « gang de la banlieue sud », s'évadent de la maison d'arrêt de Bois-d'Arcy avec un hélicoptère dont le pilote est pris en otage. Ils sont repris et condamnés à des peines de prison.
En 1996, un détenu, Jawad Zaouiya, âgé de 20 ans, est mort dans sa cellule à la suite de l'incendie d'un matelas allumé par un codétenu. L'État a été condamné pour défectuosité du système de détection incendie.
En juillet 2000, un détenu se suicide après avoir été placé dans une cellule disciplinaire à la suite de l'agression d'un surveillant pénitentiaire et d'une première tentative de suicide. La France est condamnée pour « traitements inhumains et dégradants et violation du droit à la vie » par la Cour européenne des droits de l'homme.
En août 2008, environ 25 détenus de la prison se sont rebellés pour protester contre les mesures de sécurité mises en place (portail métallique de contrôle). L'émeute est rapidement réduite sans faire de victime.